# Oxydation de Kornblum
L'oxydation de Kornblum, nommée d'après Nathan Kornblum, est une réaction chimique d'un halogénure primaire avec du diméthylsulfoxyde (DMSO) pour former un aldéhyde,,.

## Mécanisme
Comme toutes les oxydations à base de DMSO, l'oxydation de Kornblum crée un ion alcoxysulfonium qui, en présence d'une base, telle que la triéthylamine (Et3N), forme l'aldéhyde désiré. 

## Variantes
La réaction de Kornblum a été initialement décrite en 1957 pour les halogénures primaires. Elle a été modifiée en 1959 par Kornblum en utilisant des tosylates formés par réaction entre l'halogénure et du tosylate d'argent.   
Il existe de nombreuses variantes de l'oxydation de Kornblum : 
- les oxydations du DMSO par de l'argent ;
- l'utilisation d'amines oxydes comme oxydants (parfois appelée oxydation Ganem) ;
- l'utilisation de pyridine N-oxyde ou de 2-méthylpyridine-N-oxyde et d'une base ;
- l'utilisation de nitrates métalliques ;
- la réaction de Sommelet et l'oxydation de Kröhnke[6].

L'oxydation de Kornblum peut également être effectuée par le biais d'une assistance par micro-ondes.  Il a été démontré que la synthèse organique assistée par micro-ondes de l'oxydation de Kornblum augmente le rendement et diminue le temps de réaction grâce à l'élimination d'un intermédiaire inutile. Les micro-ondes amènent le solvant à son point d'ébullition beaucoup plus tôt, ce qui peut éventuellement conduire à l'évaporation du sulfure de diméthyle, réduisant ainsi les éventuels produits secondaires du matériau de départ réagissant avec le thioéther.  Lors du chauffage habituel, certains chlorures aliphatiques donnent des rendements faibles ou nuls, mais avec le rayonnement assisté par micro-ondes, ils peuvent donner des rendements intermédiaires. 